# Вениамин Преславски
Вениамин (на гръцки: Βενιαμίν) е православен духовник, преславски митрополит на Вселенската патриаршия от 17 декември 1850 година до май 1861 година.

## Биография
Йеромонах Вениамин е избран за титулярен синадски епископ през септември 1837 година. На 17 декември 1850 година е избран за преславски митрополит. В май 1861 година подава оставка. Като бивш преславски митрополит служи дълги години, до смъртта си, като наместник на „Свети Димитър“ в цариградския квартал Татавла. Умира в Цариград на 30 ноември 1870 година.